# Изоленго - Монти (Алесандрија)
Изоленго - Монти је насеље у Италији у округу Алесандрија, региону Пијемонт.
Према процени из 2011. у насељу је живело 31 становника. Насеље се налази на надморској висини од 309 м.